# 毛柱红棕杜鹃
毛柱红棕杜鹃（学名：Rhododendron rubiginosum var. ptilostylum）为杜鹃花科杜鹃花属下的一个变种。

## 扩展阅读
- 維基物種上的相關：毛柱红棕杜鹃